# Tornquist partido
Tornquist egy partido Argentína középpontjától keletre, Buenos Aires tartományban. Székhelye Tornquist.

## Népesség
A partido népessége a közelmúltban a következőképpen változott:
| Év   | Lakosság |
| ---- | -------- |
| 2001 | 11 624   |
| 2010 | 12 723   |